# Landkreis Ulm
Der Landkreis Ulm war ein Landkreis in Baden-Württemberg, der im Zuge der Kreisreform am 1. Januar 1973 aufgelöst wurde.

## Geografie

### Lage
Der Landkreis Ulm lag im Osten Baden-Württembergs an der Grenze zu Bayern.
Geografisch hatte er Anteil an der Schwäbischen Alb und dem nördlichen Alpenvorland. Durch das Kreisgebiet floss die Donau von West nach Ost. Der Kreissitz Ulm lag im Südosten des Kreises, gehörte selbst jedoch nicht dazu.

### Nachbarkreise
Seine Nachbarkreise waren Anfang 1972 im Uhrzeigersinn beginnend im Osten Günzburg, Neu-Ulm, Illertissen (alle in Bayern) sowie Biberach, Ehingen, Münsingen, Göppingen und Heidenheim.

## Geschichte
Das Gebiet des Landkreises Ulm gehörte vor 1800 überwiegend zur Reichsstadt Ulm. Nach dessen Übergang an Württemberg wurde 1810 das Oberamt Ulm gebildet, das zur Landvogtei an der Donau, ab 1818 zum Donaukreis, gehörte. 1924 wurde der Donaukreis aufgelöst und 1934 wurde das Oberamt Ulm in Kreis Ulm umbenannt. 1938 wurde der Kreis Ulm mit dem Großteil des Kreises Blaubeuren und einigen Orten des Kreises Geislingen zum Landkreis Ulm vereinigt. Kreissitz wurde Ulm, das selbst Stadtkreis innerhalb des Landkreises Ulm wurde. 1945 kam der Landkreis Ulm zum neugebildeten Land Württemberg-Baden, das 1952 im Bundesland Baden-Württemberg aufging. Von da an gehörte er zum Regierungsbezirk Nordwürttemberg, der den württembergischen Teil Württemberg-Badens umfasste.
Mit Wirkung vom 1. Januar 1973 wurde der Landkreis Ulm mit dem Großteil des Landkreises Ehingen sowie einigen Gemeinden der Landkreise Biberach und Münsingen zum neuen Alb-Donau-Kreis vereinigt, der damit Rechtsnachfolger des Landkreises Ulm wurde. Ulm selbst wurde kreisfreie Stadt. Die Gemeinden Waldhausen und Türkheim waren bereits 1971 bzw. 1972 in die Stadt Geislingen an der Steige eingegliedert worden und gehörten somit bereits zum Landkreis Göppingen. Weitere neun Gemeinden des ehemaligen Kreises Ulm wurden zwischen 1971 und 1975 in den Stadtkreis Ulm eingegliedert.

### Einwohnerentwicklung
Alle Einwohnerzahlen sind Volkszählungsergebnisse.
| Jahr               | Einwohner |
| ------------------ | --------- |
| 17. Mai 1939       | 52.846    |
| 13. September 1950 | 74.823    |

| Jahr         | Einwohner |
| ------------ | --------- |
| 6. Juni 1961 | 82.922    |
| 27. Mai 1970 | 96.101    |

## Politik

### Landrat
Die Landräte des Landkreises Ulm 1938 bis 1972:
- 1933–1945: Otto Barth
- 1945–1953: Ernst Sindlinger
- 1953–1966: Wilhelm Dambacher
- 1967–1972: Wilhelm Bühler

Die Oberamtmänner von 1810 bis 1938 sind im Artikel Oberamt Ulm dargestellt.

### Wappen
Das Wappen des Landkreises Ulm zeigte in Silber einen doppelköpfigen schwarzen Adler, belegt mit einem gespaltenen Brustschild: darin vorne in Gold drei liegende schwarze Hirschstangen übereinander, hinten fünfmal von Rot und Silber schräggeteilt. Das Wappen wurde dem Landkreis Ulm am 24. Mai 1954 vom Innenministerium Baden-Württemberg verliehen. Auch der neue Alb-Donau-Kreis übernahm dieses Wappen. Ihm wurde es am 5. November 1975 neu verliehen.
Der Reichsadler steht für die ehemals freie Reichsstadt Ulm, die württembergischen Hirschstangen für die altwürttembergischen Gemeinden bzw. die nach 1803 an Württemberg gelangten Gemeinden und die rot-silbernen Streifen für das Wappen der Markgrafen von Burgau bzw. ihrer Verwandten, der Grafen von Berg, von welchen die Wappen der Städte Ehingen und Schelklingen abgeleitet sind bzw. das auch Bestandteil des alten Ehinger Kreiswappens war.

## Wirtschaft und Infrastruktur

### Verkehr
Durch das Kreisgebiet führte die Bundesautobahn 8 sowie die Bundesstraßen 10, 28 und 30, ferner mehrere Landes- und Kreisstraßen.

## Gemeinden
Zum Landkreis Ulm gehörten ab 1938 zunächst 82 Gemeinden, davon 3 Städte. Seit 1905 waren bereits zwei Gemeinden des Oberamts Ulm, nämlich Söflingen (1905) und Grimmelfingen (1926) nach Ulm eingemeindet worden.
Am 7. März 1968 stellte der Landtag von Baden-Württemberg die Weichen für eine Gemeindereform. Mit dem Gesetz zur Stärkung der Verwaltungskraft kleinerer Gemeinden war es möglich, dass sich kleinere Gemeinden freiwillig zu größeren Gemeinden vereinigen konnten. Den Anfang im Landkreis Ulm machte am 1. Januar 1971 die Gemeinde Dorndorf, die in die Gemeinde Illerrieden eingegliedert wurde. In der Folgezeit reduzierte sich die Zahl der Gemeinden stetig, bis der Landkreis Ulm schließlich am 1. Januar 1973 aufgelöst wurde.
Die größte Gemeinde des Landkreises war die Stadt Langenau. Die kleinste Gemeinde war Radelstetten.
In der Tabelle stehen die Gemeinden des Landkreises Ulm vor der Gemeindereform. Alle Gemeinden gehören heute zum Alb-Donau-Kreis bzw. zum Stadtkreis Ulm. Türkheim und Waldhausen wechselten bereits vor der Kreisreform in den Landkreis Göppingen, weil sie am 1. Januar 1971 (Türkheim) bzw. am 1. März 1972 (Waldhausen) in die Stadt Geislingen an der Steige eingemeindet wurden.
Die Einwohnerangaben beziehen sich auf die Volkszählungsergebnisse in den Jahren 1961 und 1970.
| frühere Gemeinde   | heutige Gemeinde         | Einwohner am 6. Juni 1961 | Einwohner am 27. Mai 1970 |
| ------------------ | ------------------------ | ------------------------- | ------------------------- |
| Albeck             | Langenau                 | 592                       | 822                       |
| Altheim (Alb)      | Altheim (Alb)            | 1337                      | 1416                      |
| Altheim ob Weihung | Staig                    | 619                       | 887                       |
| Amstetten          | Amstetten                | 1396                      | 1413                      |
| Arnegg             | Blaustein                | 1299                      | 1593                      |
| Asch               | Blaubeuren               | 738                       | 811                       |
| Asselfingen        | Asselfingen              | 717                       | 753                       |
| Ballendorf         | Ballendorf               | 509                       | 546                       |
| Beimerstetten      | Beimerstetten            | 1217                      | 1542                      |
| Beiningen          | Blaubeuren               | 228                       | 332                       |
| Berghülen          | Berghülen                | 981                       | 1092                      |
| Bermaringen        | Blaustein                | 922                       | 965                       |
| Bernstadt          | Bernstadt                | 1129                      | 1375                      |
| Blaubeuren, Stadt  | Blaubeuren               | 7840                      | 8138                      |
| Blaustein          | Blaustein                | 4668                      | 6395                      |
| Bollingen          | Dornstadt                | 434                       | 518                       |
| Börslingen         | Börslingen               | 167                       | 167                       |
| Bräunisheim        | Amstetten                | 213                       | 253                       |
| Breitingen         | Breitingen               | 190                       | 185                       |
| Bühlenhausen       | Berghülen                | 378                       | 413                       |
| Dellmensingen      | Erbach                   | 1564                      | 1810                      |
| Dietenheim, Stadt  | Dietenheim               | 3068                      | 3566                      |
| Donaustetten       | Ulm                      | 626                       | 708                       |
| Dorndorf           | Illerrieden              | 348                       | 337                       |
| Dornstadt          | Dornstadt                | 2049                      | 3511                      |
| Eggingen           | Ulm                      | 669                       | 823                       |
| Ehrenstein         | Blaustein                | 2235                      | –                         |
| Einsingen          | Ulm                      | 1446                      | 1651                      |
| Erbach             | Erbach                   | 3973                      | 4905                      |
| Ermingen           | Ulm                      | 445                       | 556                       |
| Ettlenschieß       | Lonsee                   | 360                       | 374                       |
| Gögglingen         | Ulm                      | 747                       | 941                       |
| Göttingen          | Langenau                 | 594                       | 661                       |
| Halzhausen         | Lonsee                   | 417                       | 459                       |
| Herrlingen         | Blaustein                | 2542                      | 2765                      |
| Hofstett-Emerbuch  | Amstetten                | 197                       | 239                       |
| Holzkirch          | Holzkirch                | 298                       | 315                       |
| Hörvelsingen       | Langenau                 | 359                       | 418                       |
| Hüttisheim         | Hüttisheim               | 866                       | 1007                      |
| Illerrieden        | Illerrieden              | 1007                      | 1287                      |
| Jungingen          | Ulm                      | 1714                      | 1768                      |
| Klingenstein       | Blaustein                | 2433                      | –                         |
| Langenau, Stadt    | Langenau                 | 7974                      | 8730                      |
| Lehr               | Ulm                      | 829                       | 999                       |
| Lonsee             | Lonsee                   | 1016                      | 1075                      |
| Luizhausen         | Lonsee                   | 193                       | 224                       |
| Machtolsheim       | Laichingen               | 938                       | 1423                      |
| Mähringen          | Ulm                      | 643                       | 726                       |
| Markbronn          | Blaustein                | 467                       | 500                       |
| Merklingen         | Merklingen               | 1298                      | 1423                      |
| Neenstetten        | Neenstetten              | 604                       | 675                       |
| Nellingen          | Nellingen                | 1277                      | 1369                      |
| Nerenstetten       | Nerenstetten             | 298                       | 281                       |
| Oberkirchberg      | Illerkirchberg           | 1512                      | 1765                      |
| Öllingen           | Öllingen                 | 321                       | 383                       |
| Oppingen           | Nellingen                | 181                       | 165                       |
| Pappelau           | Blaubeuren               | 477                       | 514                       |
| Radelstetten       | Lonsee                   | 129                       | 131                       |
| Rammingen          | Rammingen                | 835                       | 968                       |
| Regglisweiler      | Dietenheim               | 1187                      | 1505                      |
| Reutti             | Amstetten                | 198                       | 199                       |
| Schalkstetten      | Amstetten                | 308                       | 348                       |
| Scharenstetten     | Dornstadt                | 550                       | 637                       |
| Schnürpflingen     | Schnürpflingen           | 829                       | 890                       |
| Seißen             | Blaubeuren               | 874                       | 974                       |
| Setzingen          | Setzingen                | 382                       | 460                       |
| Sonderbuch         | Blaubeuren               | 370                       | 438                       |
| Steinberg          | Staig                    | 495                       | 561                       |
| Stubersheim        | Amstetten                | 361                       | 364                       |
| Suppingen          | Laichingen               | 629                       | 708                       |
| Temmenhausen       | Dornstadt                | 455                       | 469                       |
| Tomerdingen        | Dornstadt                | 1104                      | 1323                      |
| Türkheim           | Geislingen an der Steige | 553                       | 572                       |
| Unterkirchberg     | Illerkirchberg           | 1496                      | 1712                      |
| Unterweiler        | Ulm                      | 413                       | 513                       |
| Urspring           | Lonsee                   | 522                       | 656                       |
| Waldhausen         | Geislingen an der Steige | 195                       | 189                       |
| Wangen             | Illerrieden              | 315                       | 426                       |
| Weidenstetten      | Weidenstetten            | 922                       | 1052                      |
| Weiler             | Blaubeuren               | 464                       | 502                       |
| Weinstetten        | Staig                    | 461                       | 622                       |
| Westerstetten      | Westerstetten            | 1337                      | 1488                      |
| Wippingen          | Blaustein                | 647                       | 749                       |

## Kfz-Kennzeichen
Am 1. Juli 1956 wurde dem Landkreis bei der Einführung der bis heute gültigen Kfz-Kennzeichen das Unterscheidungszeichen UL zugewiesen. Es wird im Alb-Donau-Kreis und in der kreisfreien Stadt Ulm durchgängig bis heute ausgegeben.